# 1885 dans les parcs de loisirs
| Années des parcs de loisirs : 1882 - 1883 - 1884 - 1885 - 1886 - 1887 - 1888    |
| Décennies des parcs de loisirs : 1850 - 1860 - 1870 - 1880 - 1890 - 1900 - 1910 |